# 卑爾根購物中心
卑爾根購物中心（挪威語：Bergen Storsenter）是位於挪威卑爾根的一家購物中心，自1997年由Thon Eiendom擁有並營運。此購物中心同時亦是卑爾根的公共交通樞紐，設公共巴士站、輕軌站和一個大型公共停車場。卑爾根輕鐵、多條本地巴士線路和長途巴士均停靠此站，並設有天橋前往卑爾根火車站。

## 歷史
1988年3月11日，卑爾根購物中心的前身Bystasjonen正式開業。
1999年3月19日，Bystasjonen購物中心與Kimhuset大樓（前身為鞋廠和家具店）合併並成為了卑爾根購物中心，由Olav Thon集團擁有。

## 外部連結
- 官方網站